# Shigeharu Matsuda
Pour les articles homonymes, voir Matsuda.
Shigeharu Matsuda (松田 重治, Matsuda Shigeharu), né le 7 mai 1952 dans la préfecture de Hiroshima, au Japon, est un seiyū.

## Rôles

### Film d'animation
- Dragon Ball Z : L'Attaque du dragon : Hoï